# Timoteo Pérez Rubio
Timoteo Pérez Rubio (Oliva de la Frontera, Badajoz, 24 de enero de 1896-Valença, Brasil, 8 de agosto de 1977) fue un pintor español conocido sobre todo por ser el responsable del traslado a Ginebra (Suiza) de buena parte del Tesoro Artístico Nacional (especialmente de muchas de las mejores obras del Museo del Prado, la Real Academia de Bellas Artes de San Fernando, los monasterios de las Descalzas Reales o El Escorial), realizado en los últimos meses de la guerra civil española.
Para el escritor y periodista Santiago Amón, su producción pictórica, predominantemente paisajística, se aparta pronto de aquel mundo «de mozos y mozas, de pueblos siempre felices, siempre contentos, siempre satisfechos de su suerte» (Gaya Nuño), lo que lleva a distinguirlo de los autores coetáneos (sobre todo de Hermoso y Covarsí) que sistemáticamente vienen conformando el panorama artístico extremeño de la primera mitad del siglo XX:

Eugenio Hermoso, tan activo siempre, presenta un cuadrito vulgar. Es la impronta de todas sus obras. Repetición constante y rutinaria que, a fuerza de prodigarse, se va enfriando y perdiendo interés.

[…]

Del grupo de los que –¡aún!– seguimos llamando pintores de "vanguardia", destaca un retrato de Timoteo Pérez Rubio. Y, del retrato, una mano sabiamente modelada.

Fillol, Gil (16 ene. 1931). «Las exposiciones del Círculo de Bellas Artes». Ahora (Madrid): 21.

## Biografía

### Origen y aprendizaje
Timoteo José Pérez Rubio nació en Oliva de la Frontera (llamada por entonces «de Jerez») el 24 de enero de 1896, exactamente en la denominada «casa del ermitaño», situada a escasos metros del santuario de Nuestra Señora de Gracia, patrona de la localidad. Fue bautizado en la parroquia de San Marcos Evangelista por el presbítero José Salgado Valsera, cuatro días después de su nacimiento.
|  |                           |  |  |  |  |  |  |  |  |  |  |  |  |  |  |  |
|  | Vicente Pérez Moreno      |  |  |  |  |  |  |  |  |  |  |  |  |  |  |  |
|  |                           |  |  |  |  |  |  |  |  |  |  |  |  |  |  |  |
|  |                           |  |  |  |  |  |  |  |  |  |  |  |  |  |  |  |
|  | Francisco Pérez Martínez  |  |  |  |  |  |  |  |  |  |  |  |  |  |  |  |
|  |                           |  |  |  |  |  |  |  |  |  |  |  |  |  |  |  |
|  |                           |  |  |  |  |  |  |  |  |  |  |  |  |  |  |  |
|  | Luisa Martínez Regaña     |  |  |  |  |  |  |  |  |  |  |  |  |  |  |  |
|  |                           |  |  |  |  |  |  |  |  |  |  |  |  |  |  |  |
|  |                           |  |  |  |  |  |  |  |  |  |  |  |  |  |  |  |
|  | Timoteo José Pérez Rubio  |  |  |  |  |  |  |  |  |  |  |  |  |  |  |  |
|  |                           |  |  |  |  |  |  |  |  |  |  |  |  |  |  |  |
|  |                           |  |  |  |  |  |  |  |  |  |  |  |  |  |  |  |
|  | Joaquín Rubio Hernández   |  |  |  |  |  |  |  |  |  |  |  |  |  |  |  |
|  |                           |  |  |  |  |  |  |  |  |  |  |  |  |  |  |  |
|  |                           |  |  |  |  |  |  |  |  |  |  |  |  |  |  |  |
|  | Natividad Rubio Rodríguez |  |  |  |  |  |  |  |  |  |  |  |  |  |  |  |
|  |                           |  |  |  |  |  |  |  |  |  |  |  |  |  |  |  |
|  |                           |  |  |  |  |  |  |  |  |  |  |  |  |  |  |  |
|  | Lucía Rodríguez Romero    |  |  |  |  |  |  |  |  |  |  |  |  |  |  |  |
|  |                           |  |  |  |  |  |  |  |  |  |  |  |  |  |  |  |
|  |                           |  |  |  |  |  |  |  |  |  |  |  |  |  |  |  |

A la vista de las notables dotes naturales que el joven mostraba para la práctica artística, aprendió los primeros rudimentos de la Pintura con el párroco José Guerra Lechuga. Por medio de una beca del Ayuntamiento, se matriculó en la actual Escuela de Artes y Oficios de Badajoz, en la que tomó clases del pintor pacense del momento, Adelardo Covarsí, quien parece estimular el desarrollo de su futura inclinación al paisajismo. En 1915 (con 19 años), llegó a Madrid, becado por la Diputación Provincial, donde estudió en la Real Academia de Bellas Artes de San Fernando, al tiempo que se relacionaba con el ambiente cultural y artístico de la época, especialmente con el valdepeñero Gregorio Prieto, con quien entabló una estrecha amistad. Durante la temporada 1917-8, disfrutó de una nueva beca, esta vez en la llamada Escuela de Pintores del Paular, creada un año antes por la Dirección General de Bellas Artes y dirigida por Enrique Simonet, en la que consiguió  sus primeros premios. El 25 de marzo de 1922, contrajo matrimonio en la basílica de Nuestra Señora de la Concepción de Madrid con la escritora de la Generación del 27 Rosa Chacel, de quien realizó  numerosos retratos. Desde ese momento hasta 1928, prosiguió  su formación en la Academia de España en Roma. Datan de estos años obras como Plaza de Buitrago, varias naturalezas muertas, Laguna de verano, Tejar camino de Siena (óleo sobre lienzo, 340 x 300 cm), «tamaño impuesto por el absurdo reglamento que a los pensionados obliga» (Vegue y Goldoni), Alpes italianos (óleo sobre lienzo, 93 x 99 cm) o Paisaje de Trubia, ya de 1929, de bellos tonos grisáceos, en las que el artista manifestó su predilección por los impresionistas franceses, que debió de conocer de forma progresiva a partir de la muestra celebrada en Madrid a mediados de 1918, en la que se presentaron obras de Monet, Pissarro o Alfred Sisley, entre otros, o los españoles Darío de Regoyos o Santiago Rusiñol, lo que lo alejó decididamente del costumbrismo realista de su tierra.
También por estos años, logró cierto galardón del Círculo de Bellas Artes de Madrid, a la vez que obtuvo el Primer Premio de la VIII Exposición Regional Extremeña, convocada por el Ateneo de Badajoz, en la que coincide con Hermoso, Covarsí, Juan Caldera, Pérez Comendador o Garrorena, entre otros, ambos en 1919.

### Madurez artística

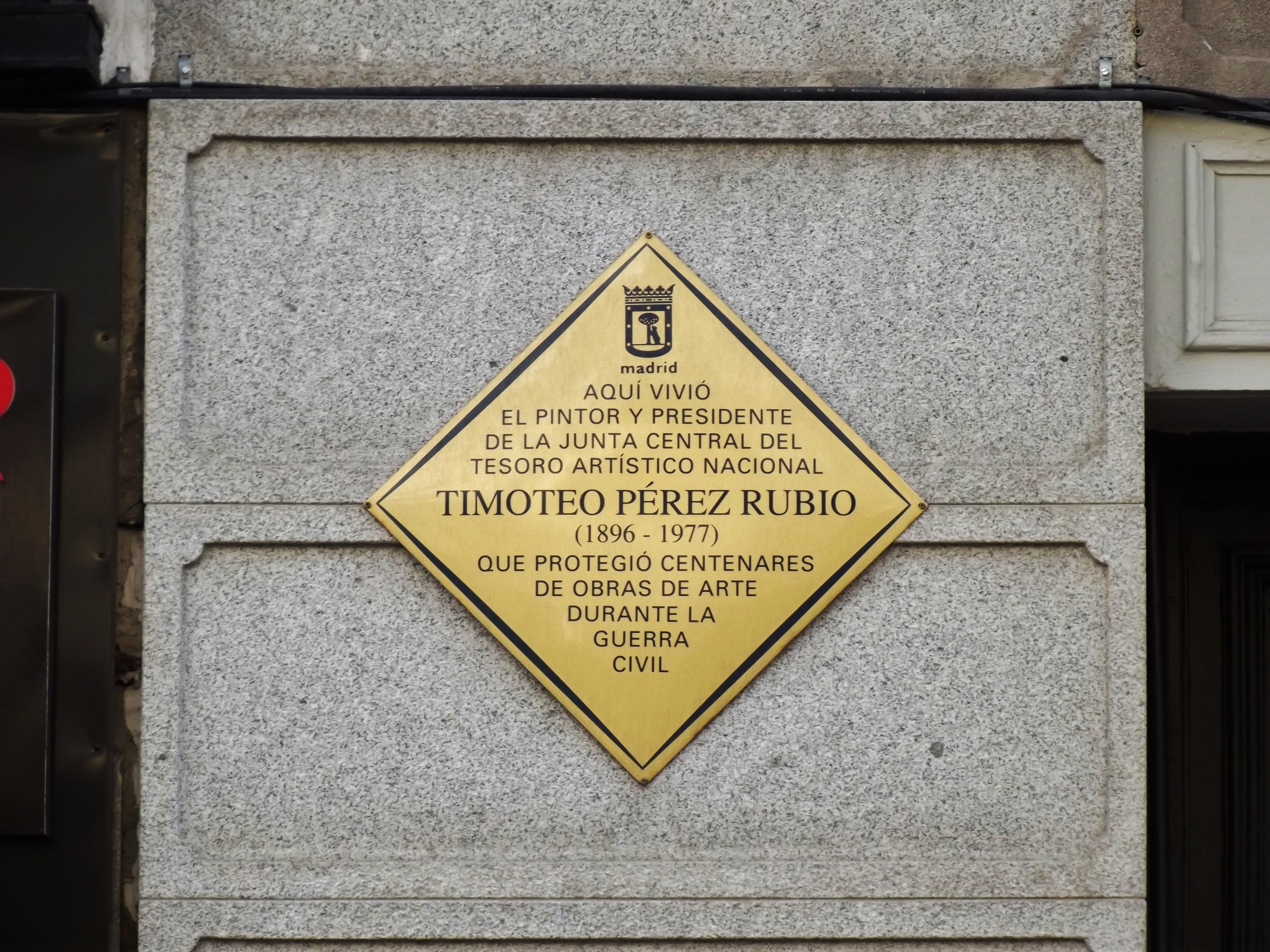
Placa conmemorativa de la residencia de Timoteo Pérez Rubio en la casa n.º 5 de la Plaza Tirso de Molina de Madrid, colocada por el Ayuntamiento de la capital en 2010.

Tras su regreso de Roma, su pintura evoluciona hacia un cierto «giottismo» cubista que ya no encaja con la figuración tradicional ni aun con su particular «paráfrasis del impresionismo» (Rosa Chacel) de su primera etapa. Forma parte de la «Sociedad de Artistas Ibéricos» (SAI), creada en Madrid a finales de 1924 con el objetivo primordial de incorporar el Arte español a las vanguardias europeas del momento.
En 1930, concurre a la 31.ª Exposición Nacional de Bellas Artes, inaugurada por Alfonso XIII el 14 de mayo en el Palacio de Cristal del Parque del Retiro, en la que se le concede Segunda Medalla por su cuadro Paisaje con animales (n.º 157), considerado por el portugués Novais Teixeira como «un grito de buen gusto en medio de toda la mediocridad del certamen». El crítico de Arte de la revista Blanco y Negro Manuel Abril, por su parte, dice del mismo:

El cuadro de Timoteo Pérez Rubio viene a demostrar cómo se puede incluso llegar al sentimiento ¿franciscano? de unos borriquillos, sin cursilerías, ni sentimentalismos, ni ripios; cómo se pueden compaginar el sentimentalismo y la naturalidad con la composición y el estilo; cómo puede un pintor nuevo, que no ha tenido jamás medallas de primera, ofrecer un haz de maestrías que no hemos visto casi nunca reunidas en esos grandes cuadros que ahora se echan de menos y que fueron honrados antaño con toda clase de premios.

De la otra obra presentada (Parque en invierno, n.º 180), escribe:

[…] lo mismo podemos decir del paisaje de este autor, magnífico de justeza y sobriedad, aunque a determinadas horas del día la luz cruda de la sala impida apreciar la valoración segura de ese lienzo tan simple como firme.

En 1932, obtiene «Medalla de Primera Clase» de la 32.ª Exposición Nacional de Bellas Artes (en total, presenta «dos paisajes de los Alpes y Alemania» [sic]) por Paisaje de Normandía (n.º 140). Viaja por Europa y América Latina, exponiendo sus obras en distintas galerías, entre las que sobresale la Flechiem de Berlín (1933), junto a artistas como Gutiérrez Solana, Vázquez Díaz, Joan Miró, Pablo Picasso o Salvador Dalí, entre otros.
En lo que al desempeño de cargos y otras labores organizativas se refiere, cabe destacar su nombramiento como subdirector del Museo de Arte Moderno de Madrid, antecesor del actual Museo Nacional Centro de Arte Reina Sofía, en 1931 y, ya en 1937, como presidente de la Junta Central del Tesoro Artístico Nacional, creada por decreto de 5 de abril de ese año, lo que unido a su participación en el montaje de la magna exposición (más de quinientas obras) L'Art Espagnol Contemporain, celebrada en las salas del Musée du Jeu de Paume de París, o su trabajo como miembro del comité de redacción de la revista Arte se traduce en un notable detrimento de su producción pictórica anterior.

### Presidente de la Junta Central del Tesoro Artístico Nacional

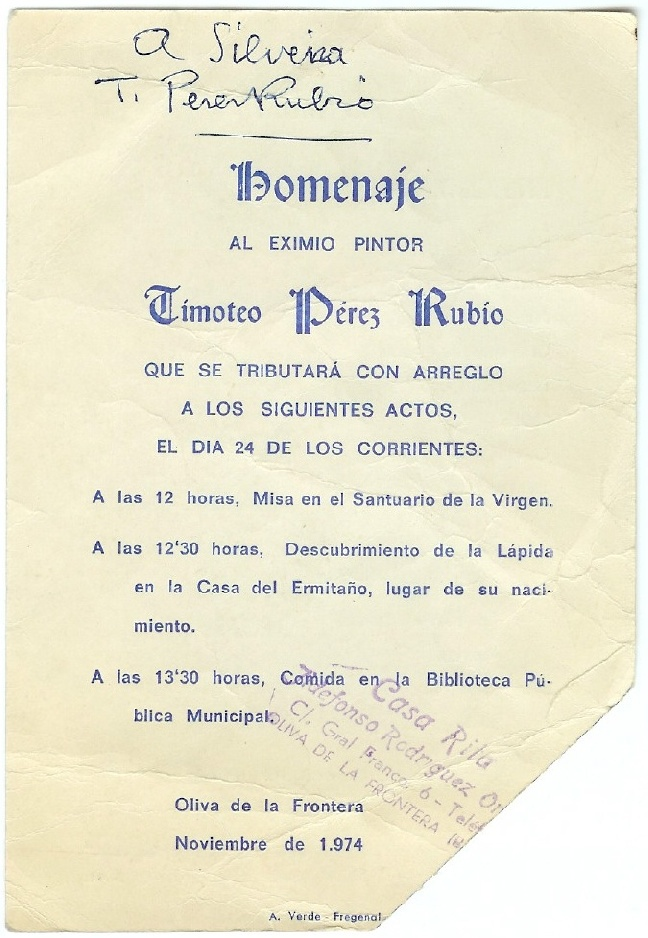
Tarjeta de invitación al homenaje a Pérez Rubio celebrado en Oliva el 24 de noviembre de 1974.

Como responsable de este último organismo, participa activamente en la custodia y traslado a Suiza de las principales obras del patrimonio artístico español para evitar así los posibles daños producidos por las bombas o el pillaje. La operación supone el desalojo de más de quinientas pinturas, ciento ochenta dibujos, el llamado «Tesoro del Delfín»…, que son llevados en setenta y un camiones hasta Perpiñán y desde allí, en tren, hasta el Palacio de las Naciones de Ginebra.
Después de efectuar una primera parada en Valencia, la expedición (coordinada directamente por Pérez Rubio) se detiene en los castillos gerundenses de Perelada y Figueras y la mina de talco de La Vajol, convertida en un búnker. Tras la caída de Barcelona a finales de enero de 1939, más concretamente entre los días 4 y 9 de febrero, el convoy cruza a Francia por caminos sometidos a los constantes bombardeos de la Legión Cóndor y la Aviación italiana, a lo que se sumarían las continuas nevadas o el incesante trasiego de personas y vehículos que tratan de abandonar el país. Finalmente, el 12 de febrero, llega a Ginebra, donde durante unos siete meses las obras permanecen bajo la protección de la Sociedad de Naciones, quien desde el comienzo del conflicto viene presionando activamente para que sobre todo las piezas procedentes del Prado sean puestas a buen recaudo fuera de Madrid.
Acabada la contienda, el pintor catalán Josep Maria Sert y el escritor y crítico de Arte Eugenio d'Ors son los responsables de negociar las condiciones de reintegro de las piezas al régimen franquista. Como resultado de la misma, tras celebrarse en Ginebra una muestra de algunas de las obras, estas son repatriadas, precipitadamente, en un tren especial tras el estallido de la Segunda Guerra Mundial a primeros de septiembre con los consiguientes nuevos riesgos de pérdidas o deterioros. Algunos cuadros como El jardín de las delicias del Bosco, originariamente conservado en El Escorial, se custodiarían desde entonces en el Prado.
Notablemente distinta es la versión de este proceso publicada en la prensa franquista:

A mediodía de ayer [9 sep. 1939] llegó a Madrid el tren especial que ha conducido desde la frontera a la capital de España los objetos artísticos españoles que aún se encontraban fuera de nuestra Patria. En la estación del Norte, se hallaban presentes para recibir oficialmente el envío el director general de Bellas Artes, marqués de Lozoya, en representación del ministro de Educación Nacional; el director del Museo del Prado, señor Sotomayor; el Sr. Benedito, el coronel jefe del Servicio Militar de Recuperación Artística de Vanguardia, gran número de agentes de recuperación artística y el duque de Sueca, propietario de uno de los cuadros recuperados.

El viaje se hizo en este tren especial, de cinco vagones, […] directamente desde Ginebra, bajo la vigilancia y custodia de la Policía suiza, hasta la frontera francesa, y desde allí de la Guardia francesa. [Regresan en él] cerca de ciento ochenta cuadros que constituyen las joyas más preciadas del arte pictórico atesorado en España. Vuelven Las meninas, de Velázquez; La maja desnuda, de Goya; La familia de Carlos IV, del mismo genial pintor; [obras] de Tiziano, gran número de Grecos, tapices de la Real Casa, cuadros y Goyas de la Academia de San Fernando y el retrato de La condesa de Chinchón, propiedad del duque de Sueca.
Cómo robaron los rojos el tesoro pictórico y las gestiones para recobrarlo

El Gobierno rojo, que tanto alardeó de cultura y de afanes protectores de la misma, en vez de proteger las riquezas artísticas, procedió a su evacuación en un éxodo triste y peligroso. En el año 37 [sic], salió el tesoro madrileño camino de Valencia, donde fue encerrado en las Torres de Serranos, lugar seguro y fuerte. Poco después, se iniciaba el gran avance nacional sobre la costa, [con lo que] el tesoro artístico podía quedar encerrado en la gigantesca bolsa valenciana. No convenía esto a los designios políticos del marxismo español, que siempre quería tener en su mano, aunque por fortuna sin éxito, gran número de triunfos. Se ejecutó entonces una segunda etapa de ejecución y los cuadros y riquezas que salieron de Madrid pasaban a Cataluña un mes antes de efectuarse el corte por Vinaroz. Una corta estancia en Perelada y luego al extranjero, consignado a Ginebra para que se hiciera depositaria del tesoro artístico de España la Sociedad de Naciones. Apenas llegado el tesoro allí, el Sr. Bárcenas, representante de la España nacional, inició gestiones que se concluyen ya con la Victoria, por el marqués de Aycicena, que se hace cargo de lo que legítimamente pertenece a la España eterna, quedando depositado parte en el Salón de Exposiciones y pasando un gran contingente a los Salones de Arte y de Historia para celebrar la Exposición. Destaca entonces la actividad desarrollada por el Servicio de Recuperación Artística de Vanguardia con la intervención directa y personal, coronada por el éxito, de D. Pedro Muguruza, comisario general del Servicio. El Sr. Sotomayor, director del Museo del Prado, se halla también presente. Se remiten primeramente 21 vagones a España y luego 12 más, antes de estos últimos que han llegado en el día feliz de ayer.

### Años de exilio (c. 1940-1977)

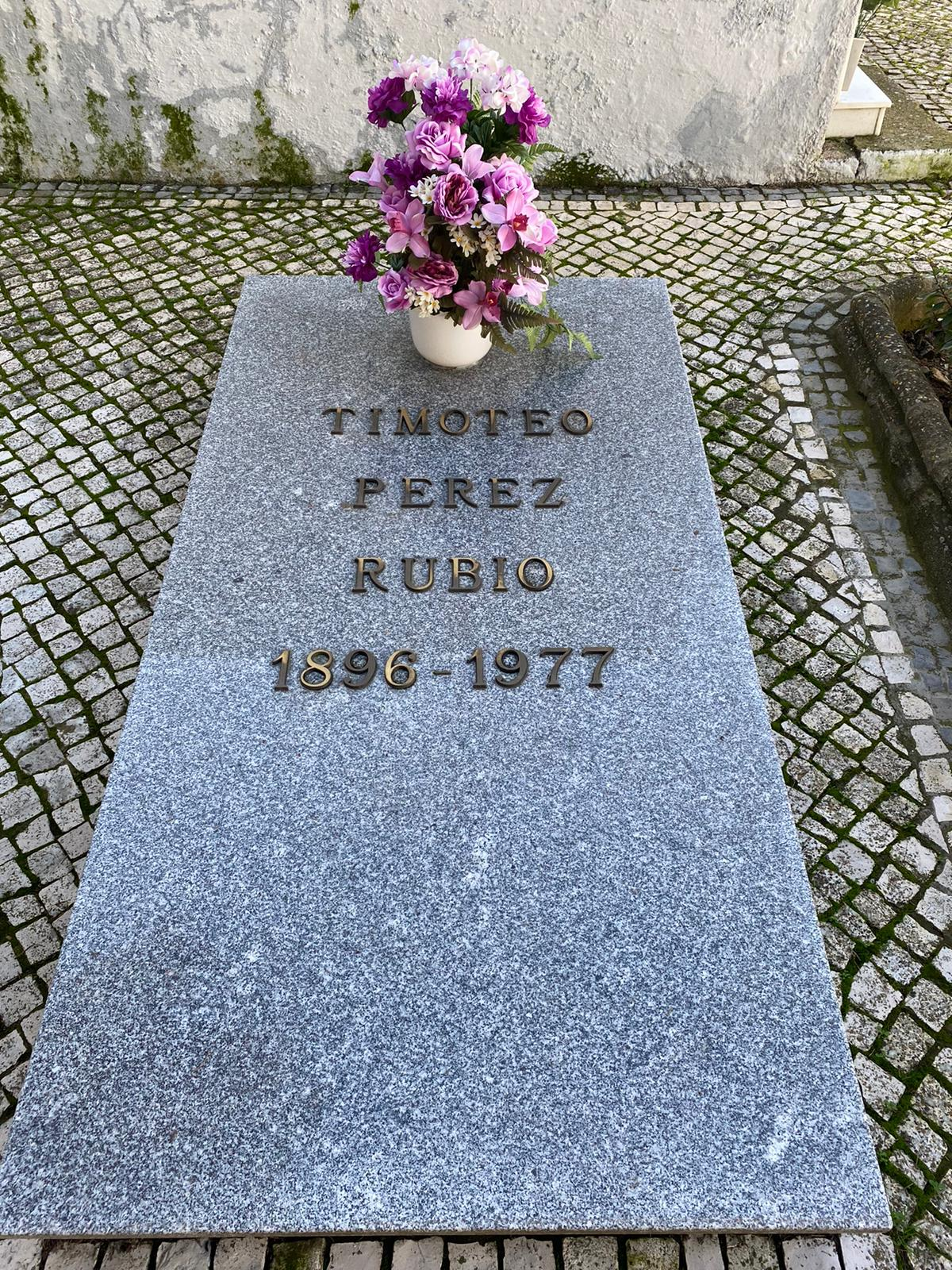
Oliva de la Frontera (Badajoz). Tumba de Timoteo Pérez Rubio en el cementerio municipal de su localidad natal.

A comienzos de los años 40, tras una breve estancia en Argentina, se traslada a Brasil, concretamente al estado de Río de Janeiro (su esposa y su hijo Carlos (n. Madrid, 1930) regresan a Buenos Aires), donde reside hasta su muerte. Allí conoce a destacados artistas brasileños como Cândido Portinari o Di Cavalcanti.
Dos años más tarde, expone en el Museu Nacional de Belas Artes con el patrocinio de la poetisa chilena y Premio Nobel de Literatura Gabriela Mistral, quien dice de él que «es un artista completo».
También por entonces, descubre un yacimiento de caolín cuya explotación resulta, finalmente, un fracaso provocado por la crisis, a la vez que se convierte en uno de los más apreciados retratistas del cuerpo diplomático y la alta sociedad brasileña del momento. Sus exposiciones, sin embargo, resultan cada vez más infrecuentes.
En octubre de 1974, después de treinta y cinco años de exilio, regresa a Madrid, donde asiste especialmente a la inauguración de una pequeña muestra de sus cuadros organizada en la sede de la Biblioteca Nacional:

Procedente de Brasil, país en el que ha residido durante los últimos 35 años, ha llegado a Madrid Timoteo Pérez Rubio, que fue presidente de la Junta de Defensa del Tesoro Artístico Nacional durante la República.

REDACCIÓN (5 oct. 1974). «Timoteo Pérez Rubio». ABC (Madrid): 115.

El 24 de noviembre, se le rinde homenaje en Oliva, pueblo natal del pintor. Participan conocidas personalidades del mundo artístico y cultural de Extremadura como Enrique Pérez Comendador, Madeleine Leroux, Francisco Pedraja, Guillermo Silveira, Francisco Lebrato o Julio Cienfuegos, entre otros.
Fallece en su residencia de Valença el 8 de agosto de 1977, a los 81 años de edad, a consecuencia de una afección cardiaca, cuando proyectaba su inmediato regreso del exilio. En abril de 1999, sus restos son traídos a España e inhumados el día 13 en el cementerio municipal de Oliva de la Frontera.

## Obra seleccionada
Se conservan obras suyas en el Museo Reina Sofía, el Museo Extremeño e Iberoamericano de Arte Contemporáneo de Badajoz (treinta y cinco piezas), el Museo de Salamanca, el Museo de Bellas Artes de Asturias, el Instituto Valenciano de Arte Moderno, el Ministerio de Asuntos Exteriores de Madrid (seis piezas), el ya citado Museu Nacional de Belas Artes de Río de Janeiro, la casa museo de Lea Pentagna en Valença (Brasil), etc.

### Ministerio de Asuntos Exteriores
| - Vista de pueblo (dos versiones), 1922. Óleo sobre lienzo, 124 x 110 cm. - Laguna de Burano, c. 1924. Óleo sobre lienzo, 100 x 124 cm. - Bodegón con flores, 1925. Óleo sobre lienzo, 114 x 124 cm. - Naturaleza muerta en los Alpes, 1925. Óleo sobre lienzo, 113 x 130 cm. - Vista urbana con plaza y barcos, 1927. Óleo sobre lienzo, 195 x 223 cm. |

### Museo Nacional Centro de Arte Reina Sofía
| - Paisaje de invierno, c. 1920. Óleo sobre lienzo, 180 x 150 cm. N.º de registro: AS00269 - Paisaje con animales, 1923. Óleo sobre lienzo, 180 x 198 cm. N.º de registro: AS00462. Depositada en el Museo de Salamanca. - Composición, 1925. Carboncillo sobre papel Canson, 34 x 42 cm. N.º de registro: AS01807. Depositada en el Museo Extremeño e Iberoamericano de Arte Contemporáneo de Badajoz. - Composición, 1926. Carboncillo sobre papel japonés, 35 x 26,5 cm. N.º de registro: AS01808. Depositada en el Museo Extremeño e Iberoamericano de Arte Contemporáneo de Badajoz. Sin fecha - Marujita. Óleo sobre lienzo, 91 x 74 cm. Depositada en el Museo Extremeño e Iberoamericano de Arte Contemporáneo de Badajoz. |

### Museo Provincial de Bellas Artes de Badajoz(MUBA)
| - El vivero, 1914. Óleo sobre lienzo, 54 x 61 cm. - Jardín de otoño, 1919. Óleo sobre lienzo, 84 x 84 cm. - Primavera en los Alpes, 1925. Óleo sobre lienzo, 90 x 83 cm. - Plaza de Buitrago, 1922. Óleo sobre lienzo, 54 x 61 cm. - Paisaje italiano, 1924. Óleo sobre madera, 49 x 60 cm. | - Paisaje otoñal con fuente, c. 1920. Óleo sobre cartón, 39 x 46 cm. - Paisaje, c. 1920. Óleo sobre cartón, 32 x 38 cm. - Retrato de doña Concepción Rábago, 1931. Óleo sobre lienzo, 190 x 137,5 cm. - Paisaje con animales (boceto), 1922. Óleo sobre tablex, 50 x 60 cm. |

## Reconocimientos
- En la actualidad, hay calles y paseos dedicados al artista en Badajoz (38°52′36.3″N 6°58′57.2″O / 38.876750, -6.982556), Madrid (40°23′10.4″N 3°40′26.7″O / 40.386222, -3.674083)[40] y Oliva de la Frontera (38°16′33.6″N 6°55′14.9″O / 38.276000, -6.920806).
- Placa conmemorativa del lugar de nacimiento del pintor en la fachada de la denominada «casa del ermitaño», anexa al santuario de Nuestra Señora de Gracia, patrona de la localidad, descubierta el 24 de noviembre de 1974, obra del grabador local Ildefonso Díaz y Díaz.[41]
- Premio de Pintura Timoteo Pérez Rubio. Instituido en 2000 por el Ayuntamiento de Oliva de la Frontera con el patrocinio de la Diputación de Badajoz y la Consejería de Cultura de la Junta de Extremadura.
- Timoteo Pérez Rubio. Sello personalizado puesto en circulación por el Grupo Filatélico Emeritense el 7 de marzo de 2013.

## Hemerografía
- Abril, Manuel (1 jun. 1930). «La Exposición Nacional de Bellas Artes». Blanco y Negro (Madrid): 19-29.
- Abril, Manuel (10 sep. 1939). «¡Completo el Museo de Prado!». ABC (Madrid): 3.
- Alianza de Escritores Antifascistas por la Defensa de la Cultura (31 jul. 1938). «A los intelectuales españoles: Manifiesto de la Alianza de Escritores Antifascistas por la Defensa de la Cultura». La Libertad (Madrid): 4.
- Altolaguirre, Manuel; et al. (26 feb. 1937). «Los intelectuales españoles a la conciencia del mundo». Ahora (Madrid): 9.
- Álvarez Casado, Ana Isabel (ene.-mar. 1998). «Defensa y destrucción del patrimonio histórico español durante la Guerra Civil Española en la prensa republicana». Boletín de la ANABAD (Madrid). XLVIII (1): 171-186. ISSN 0210-4164.
- Arce González, Teresa (1985). «Los pintores extremeños en las Exposiciones Nacionales de Bellas Artes (1924-1936)». Norba. Revista de Historia (Universidad de Extremadura: Servicio de Publicaciones) (6): 205-232. ISSN 0213-375X.
- Cabezas Granado, Felipe (ene.-abr. 2010). «El exilio extremeño: Apuntes para una historia». Revista de Estudios Extremeños (Badajoz: Servicios Culturales de la Excma. Diputación Provincial). LXVI (I): 309-376. ISSN 0210-2854.
- Escolar, Hipólito (abr.-jun. 1979). «Política educativa y bibliotecaria de la República durante la Guerra Civil». Revista de Archivos, Bibliotecas y Museos (Madrid: Cuerpo Facultativo de Archiveros, Bibliotecarios y Anticuarios). LXXXII (2): 261-288. ISSN 0034-771X.
- Febus (24 ago. 1937). «Una carta del exdirector del Museo Británico Frederic G. Kenyon». El Sol (Madrid): 4.
- Fernández Aldana (10 feb. 1938). «Ejemplos de la guerra española». Mi Revista (Barcelona): 12-13.
- García-Luengo Manchado, Javier (2013). «La promoción de 1915 de la Escuela Especial de Pintura y Grabado de Madrid: Una visión global». BSAA Arte (Universidad de Valladolid: Servicio de Publicaciones) (79): 227-246. ISSN 1888-9751.
- Lago, Silvio (24 dic. 1921). «Los pensionados de Roma». La Esfera. Vida artística (Madrid) (416).
- Mérida, Enrique (11 abr. 1999). «Los restos de Pérez Rubio, pintor y protector del Prado en la Guerra Civil, vuelven a España». ABC (Madrid): 65.
- Novais Teixeira, Joaquim (1 jul. 1930). «A Exposição Nacional de Belas Artes em Madrid». Ilustração (Lisboa) (109).
- Otero Seco, Antonio (15 feb. 1930). «Los artistas vistos por sus modelos / Pérez Rubio o el desenfoque pictórico». Heraldo de Madrid: 8-9.
- Pérez Reviriego, Miguel (9 abr. 1989). «Timoteo Pérez Rubio». Hoy. Dominicalia (Badajoz): 7.
- Pérez Rubio, Timoteo (sep. 1937). «Réplica del Presidente de la Junta de Protección y Salvamento del Tesoro Artístico a unas declaraciones de Ignacio Zuloaga publicadas en "Stampa"». Facetas de Actualidad Española (6): 86-87.
- Poulain, Gaston (27 jul. 1932). «M. Perez Rubio vient à Paris pour organiser à Madrid une exposition Picasso». Comœdia (Paris): 1.
- Rabanal Brito, T. (27 ene. 1980). «Santiago Castelo exaltó la figura del pintor Timoteo Pérez Rubio». ABC (Madrid): 35.
- REDACCIÓN (5 jun. 1930). «La concesión de medallas en la Exposición Nacional de Bellas Artes – La propuesta que firmó el ministro». El Adelantado (Salamanca): 5.
- REDACCIÓN (5 may. 1932). «Los trabajos presentados a la Exposición Nacional en Madrid». El Adelantado (Salamanca): 3.
- REDACCIÓN (17 jun. 1932). «La Exposición Nacional de Bellas Artes». ABC (Sevilla): 31.
- REDACCIÓN (24 ago. 1937). «Carta del exdirector del Museo Británico». La Libertad (Madrid): 4.
- REDACCIÓN (23 ago. 1939). «Hommage». Marianne. Courrier des Arts (Paris) (357): 11.
- REDACCIÓN (10 sep. 1939). «El tesoro pictórico recobrado por España». ABC (Madrid): 15.
- REDACCIÓN (9 ago. 1977). «Muere Timoteo Pérez Rubio». ABC. Noticias en recuadro (Madrid): 26.
- REDACCIÓN (27 ene. 1980). «Pérez Rubio: Un pintor olvidado». ABC (Madrid): 101.
- Santiago Castelo (feb. 1979). «Extremeños en el recuerdo: Timoteo Pérez Rubio». Región Extremeña (Hogar Extremeño de Madrid) (1): 69.
- Segura Covarsí, Enrique (ene.-abr. 1977). «Francisco Lebrato Fuentes. Pérez Rubio en su pintura». Revista de Estudios Extremeños (Badajoz: Servicios Culturales de la Excma. Diputación Provincial). XXXIII (I): 202-203. ISSN 0210-2854.
- Vegue y Goldoni, Ángel (1 jun. 1926). «La Exposición Nacional». El Imparcial (Madrid): 3.
- Vellarino Luna, Felipe (ene.-abr. 1996). «Oliva de la Frontera y el I Centenario del nacimiento de Timoteo Pérez Rubio». Revista de Estudios Extremeños (Badajoz: Servicios Culturales de la Excma. Diputación Provincial). LII (I): 284-286. ISSN 0210-2854.